# Praephippigera pachygaster
Praephippigera pachygaster är en insektsart som först beskrevs av Lucas, H. 1849.  Praephippigera pachygaster ingår i släktet Praephippigera och familjen vårtbitare. Inga underarter finns listade i Catalogue of Life.